# Kopiący Niedźwiedź

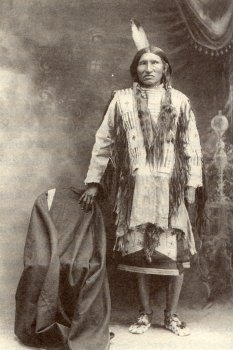
Kopiący Niedźwiedź

Kopiący Niedźwiedź (lak. Matȟó Wanáȟtaka, ang. Kicking Bear, ur. ok. 1846, zm. 28 maja 1904) – wojownik, mistyk i szaman plemienia Dakotów Oglala, zaufany Szalonego Konia (ang. Crazy Horse).
Uczestnik bitew Indian Wielkich Równin z białymi w 1876 roku, w tym słynnego pogromu 7 Pułku Kawalerii gen. Custera nad Little Big Horn. Na przełomie lat 1889–1890 jeden z dakockich wysłanników do Nevady, mających spotkać się z twórcą nowej religii Wovoką. Choć formalnie nigdy nie był wodzem plemienia, to stał się znany jako krzewiciel Tańca Duchów i jeden z liderów – obok Niskiego Byka (ang. Low Bull) – tego kultu wśród Dakotów, a przez białych był postrzegany jako jeden przywódców indiańskiego buntu w dakockich rezerwatach na Wielkich Równinach jesienią 1890. 
Zorganizował i prowadził pierwszy obrzęd Tańca Ducha w obozie Siedzącego Byka (ang. Sitting Bull) nad rzeką Grand w agencji Standing Rock. Do jego obozu w rezerwacie Pine Ridge przybywali zwolennicy Tańca z całej Dakoty. Zaniepokojony masakrą nad Wounded Knee 29 grudnia 1890 ukrywał się ze swymi zwolennikami w Badlands i jako jeden z ostatnich powrócił do agencji Pine Ridge 15 stycznia 1891. Aresztowany jako jeden z 25 przywódców buntu przez gen. Milesa został osadzony na pewien czas w więzieniu w Fort Sheridan w Illinois. Wraz z pięcioma innymi Dakotami wyjechał następnie do Europy wraz z rewią z Dzikiego Zachodu Buffalo Billa. Po występach we Francji, Belgii i Niemczech w 1893 roku wrócił do rezerwatu.